# Germanski jezici
Germanski jezici skupina su indoeuropskih jezika koji pripadaju grani Centum. Jedna su od najproširenijih podskupina indoeuropskih jezika, ponajviše zahvaljujući kolonijalnim širenjima Engleza, tj. njihova jezika i kulture.
Smatra se da svi današnji germanski jezici potječu od zajedničkog pragermanskog jezika s područja Sjeverne Europe iz 1. st. pr. Kr.
Najveći broj govornika germanskih jezika imaju engleski i njemački s 380, odn. 120 milijuna govornika. Ostali veći germanski jezici su nizozemski jezik (i afrikaans) s 48 milijuna govornika i sjevernogermanski jezici (danski, švedski, norveški, islandski i ferojski jezik) koji zajedno imaju oko 25 milijuna govornika.

## Klasifikacija
Germanski jezici (53), po novijoj klasifikaciji (49):
A) istočnogermanski jezici (1): gotski (†). Imao je 3 dijalekta
B) sjevernogermanski jezici (11): 
b1. istočnoskandinavski jezici (6): 
a. Danski-švedski (6):
a1. danski-bokmål (1): bokmål.
a2. danski-riksmal (2): danski, jutski.
a3. švedski (5): älvdalski, dalekarlijski, gutnijski, skonski, švedski.
b2. zapadnoskandinavski jezici (5): ferski ili ferojski, islandski, jamtska ili jamska, nynorsk, norn (†; otoci Shetland i Orkney).
C) zapadnogermanski jezici  (41): 
c1. Engleski jezici (3): engleski, jingliš (ameridiš), škotski jezik.
c2. Frizijski jezici (3): saterlandski jezik (saterfrizijski), sjevernofrizijski jezik, zapadnofrizijski jezik.
c3. visokonjemački jezici / visokogermanski (20):
a. njemački jezici (18):
a1. srednjonjemački jezici (9):
a. istočni srednjonjemački jezici (3): donjošleski, gornjosaski, njemački standardni.
b. zapadni srednjonjemački jezici (6): franački ili mainfränkisch, kelnski ili ripuarijski franački, limburški, luksemburški jezik, pensilvanijski njemački, pfälzische, hunsrik
a2. gornjonjemački jezici  (8): alemán coloneiro, alemanski ili švicarski njemački, bavarski, cimbrijski jezik, hutteritski jezik, mócheno, švapski jezik, walserski jezik.
a3. starofranački jezik †, Njemačka.
b. jidiš (2): istočni jidiš, zapadni jidiš.
c4. Donjonjemački jezici / donjosaski-donjofranački jezici (15):
a. Donjofranački jezici (donjofrankonski) (4): afrikaans, flamanski jezik, nizozemski jezik, zelandski jezik ili zeeuws.
b. Donjosaski jezici (10): achterhoeks, drents, gronings, donjosaski ili donjosaski jezik, plautdietsch, sallands, stellingwerfs, twents, veluws, vestfalski jezik.
c. istočnofrizijski.

## Vanjske poveznice
- Ethnologue (14th)